# Chris Pine
Christopher Whitelaw Pine (Los Ángeles, California, 26 de agosto de 1980), más conocido como Chris Pine, es un actor y modelo estadounidense, famoso por interpretar a James T. Kirk en la saga reboot de Star Trek y a Jake Hardin en Just My Luck.

## Biografía

### Primeros años
Chris Pine nació en Los Ángeles, California. Tiene un pasado familiar en la actuación siendo hijo y nieto de actores. Sus padres son Robert Pine y Gwynne Gilford, y sus abuelos son los actores Anne Gwynne y Max M. Gilford. Tiene una hermana llamada Katherine Pine.
Se graduó en la Universidad de California en Berkeley.

### Carrera
El primer papel de Chris fue en el año 2003 en la serie de televisión ER. Ese mismo año apareció en capítulos de The Guardian y CSI: Miami. Un año más tarde, en 2004, apareció en el corto Why Germany? pero su papel más notable llegó con The princess diaries 2: Royal engagement (2004), donde interpretaba a Nicholas Deveraux, un hombre que al principio intenta hacerse con el trono de Genovia hasta que se enamora de Mia Thermopolis, interpretada por Anne Hathaway.
Aunque Chris ha seguido actuando en series de televisión, como en Six Feet Under, su segundo papel más notable llegó de la mano de Just My Luck (2006). En ella interpretaba a Jake Hardin, un chico con una suerte penosa hasta que conoce a Ashley Albright, interpretada por Lindsay Lohan.
En 2007 intervino en la obra de teatro Fat Pig de Neil LaBute, representada en Los Ángeles.
En el 2008 se estrenó Bottle Shock, un drama ambientado durante el surgimiento de los negocios del vino en Napa Valley.
En 2009 apareció en la versión de Star Trek de J. J. Abrams, donde dio vida al legendario capitán James Tiberius Kirk, interpretado anteriormente por William Shatner, en una superproducción ambientada unos años antes de la serie original de los años 60.
En el 2010 protagonizó junto a Denzel Washington, Unstoppable. Se trata de una historia basada en hechos reales, en la que Chris interpreta a un jefe de trenes novato que debe detener un convoy repleto de sustancias altamente peligrosas.
También estuvo en la película Carriers. Trata de una enfermedad que va matando poco a poco y Chris con su hermano, su novia y otra chica, viajan en carro para buscar un lugar en donde quedarse por mientras que pasa la epidemia. En el 2012 interpretó a FDR en la película Esto es guerra . En 2014 participó en la película llamada Quiero matar a mi jefe 2. Además interpretó a El Príncipe en Into the Woods. En 2017 interpretó a Steve Trevor en la película de DC Comics, Wonder Woman (película de 2017). En 2018 interpretó al Dr. Alexander Murry en la película de Disney, A Wrinkle in Time. Actualmente se encuentra trabajando en varios proyectos, entre ellos Wonder Woman 1984, Outlaw King y I Am the Night una miniserie de misterio en la cual está trabajando junto a la directora Patty Jenkins.
El protagonista de la renovada saga 'Star Trek' aprendió español en el instituto y no duda en practicarlo siempre que tiene que viajar a México o a cualquier otro país hispanohablante. Creció en Los Ángeles, donde hay una enorme comunidad latina, y eso le ayudó a dominar el español con cierta soltura.

## Filmografía

### Cine
| Año  | Título                                   | Papel                              | Notas                            |
| ---- | ---------------------------------------- | ---------------------------------- | -------------------------------- |
| 2004 | Why Germany?                             | Chris                              | Cortometraje                     |
| 2004 | The Princess Diaries 2: Royal Engagement | Nicholas Devereaux                 |                                  |
| 2005 | Confession                               | Luther Scott                       | alias Deadly Secrets             |
| 2005 | The Bulls                                | Jason                              | Cortometraje                     |
| 2006 | Just My Luck                             | Jake Hardin                        |                                  |
| 2006 | Blind Dating                             | Danny Valdessecchi                 |                                  |
| 2006 | Smokin' Aces                             | Darwin Tremor                      |                                  |
| 2008 | Bottle Shock                             | Bo Barrett                         |                                  |
| 2009 | Star Trek                                | James T. Kirk                      |                                  |
| 2009 | Carriers                                 | Brian Green                        |                                  |
| 2009 | Beyond All Boundaries                    | Hanson Baldwin / Sgt. Bill Reed    | Voces, cortometraje              |
| 2010 | Small Town Saturday Night                | Rhett Ryan                         |                                  |
| 2010 | Quantum Quest: A Cassini Space Odyssey   | Dave                               | Rol de voz                       |
| 2010 | Unstoppable                              | Will Colson                        |                                  |
| 2012 | Celeste and Jesse Forever                | Rory Shenandoah                    | Cameo; acreditado como Kris Pino |
| 2012 | This Means War                           | Franklin "FDR" Foster              |                                  |
| 2012 | People Like Us                           | Sam Harper                         |                                  |
| 2012 | Rise of the Guardians                    | Jack Frost                         | Rol de voz                       |
| 2013 | Star Trek Into Darkness                  | James T. Kirk                      |                                  |
| 2014 | Jack Ryan: Shadow Recruit                | Jack Ryan                          |                                  |
| 2014 | Stretch                                  | Roger Karos                        | No acreditado                    |
| 2014 | Horrible Bosses 2                        | Rex Hanson                         |                                  |
| 2014 | Into the Woods                           | Príncipe de Cenicienta             |                                  |
| 2015 | Z for Zachariah                          | Caleb                              |                                  |
| 2015 | This is Not a Club                       | Él mismo                           | Documental (Narrador)            |
| 2016 | The Finest Hours                         | Bernie Webber                      |                                  |
| 2016 | Hell or High Water                       | Toby Howard                        |                                  |
| 2016 | Star Trek Beyond                         | James T. Kirk                      |                                  |
| 2016 | For the Love of Spock                    | Él mismo                           | Documental                       |
| 2017 | Wonder Woman                             | Steve Trevor                       |                                  |
| 2018 | A Wrinkle in Time                        | Dr. Alexander Murry                |                                  |
| 2018 | Outlaw King                              | Robert the Bruce                   |                                  |
| 2018 | Spider-Man: Into the Spider-Verse        | Peter Parker / Ultimate Spider-Man | Rol de voz                       |
| 2019 | Love, Antosha                            | Él mismo                           | Documental                       |
| 2020 | Wonder Woman 1984                        | Steve Trevor                       |                                  |
| 2022 | Don't Worry Darling                      | Frank                              |                                  |
| 2022 | El contratista                           | James Harper                       | También productor ejecutivo      |
| 2022 | Doula                                    | Dr. Gregory Zonkowski              |                                  |
| 2022 | All the Old Knives                       | Henry Pelham                       | También productor ejecutivo      |
| 2023 | Dungeons & Dragons: Honor Among Thieves  | Edgin                              |                                  |
| 2023 | Wish: el poder de los deseos             | Rey Magnifico                      | Rol de voz                       |

### Televisión
| Año        | Título                                     | Papel                                               | Notas                                                   |
| ---------- | ------------------------------------------ | --------------------------------------------------- | ------------------------------------------------------- |
| 2003       | ER                                         | Levine                                              | Episodio: "A Thousand Cranes"                           |
| 2003       | The Guardian                               | Lonnie Grandy                                       | Episodio: "Hazel Park"                                  |
| 2003       | CSI: Miami                                 | Tommy Chandler                                      | Episodio: "Extreme"                                     |
| 2004       | American Dreams                            | Joey Tremain                                        | Episodio: "Tidings of Comfort and Joy"                  |
| 2005       | Six Feet Under                             | Joven Sam Hoviak                                    | Episodio: "Dancing for Me"                              |
| 2006       | Surrender, Dorothy                         | Shawn Best                                          | Película de televisión                                  |
| 2009, 2017 | Saturday Night Live                        | Él mismo / Presentador                              | 2 episodios; presentador en 2017                        |
| 2014       | Confessio                                  | Luther                                              | Película de televisión                                  |
| 2014–2020  | Robot Chicken                              | Capitán Jake / Norman Bates / James T. Kirk (voces) | 3 episodios                                             |
| 2015       | Wet Hot American Summer: First Day of Camp | Eric                                                | 5 episodios                                             |
| 2015–2018  | SuperMansion                               | Dr. Devizo/Robo-Dino (voz)                          | Temporada 1: 3 episodios; temporadas 2–3: rol principal |
| 2017       | Angie Tribeca                              | Dr. Thomas Hornbein                                 | 3 episodios                                             |
| 2017       | Breakthrough                               | Narrador                                            | Episodio: "Power to the People"                         |
| 2017       | Wet Hot American Summer: Ten Years Later   | Eric                                                | 4 episodios                                             |
| 2019       | I Am the Night                             | Jay Singletary                                      | 6 episodios; también productor ejecutivo                |
| 2019       | American Dad!                              | Alistair Covax (voz)                                | Episodio: "Rabbit Ears"                                 |
| 2020       | Home Movie: The Princess Bride             | Westley                                             | Episodio: "Chapter One: As You Wish"                    |

## Premios y nominaciones
Teen Choice Awards
| Año  | Categoría                               | Película                   | Resultado |
| ---- | --------------------------------------- | -------------------------- | --------- |
| 2013 | Estrella de Película del Verano: Hombre | Star Trek: en la oscuridad | Nominado  |
| 2012 | Actor de Película Romántica             | This Means War             | Nominado  |
| 2009 | Cara Nueva en una Película: Hombre      | Star Trek                  | Nominado  |

MTV Movie Award
| Año  | Categoría                 | Película  | Resultado |
| ---- | ------------------------- | --------- | --------- |
| 2009 | Mejor Estrella Revelación | Star Trek | Nominado  |